# ترينيتا دي مونتي

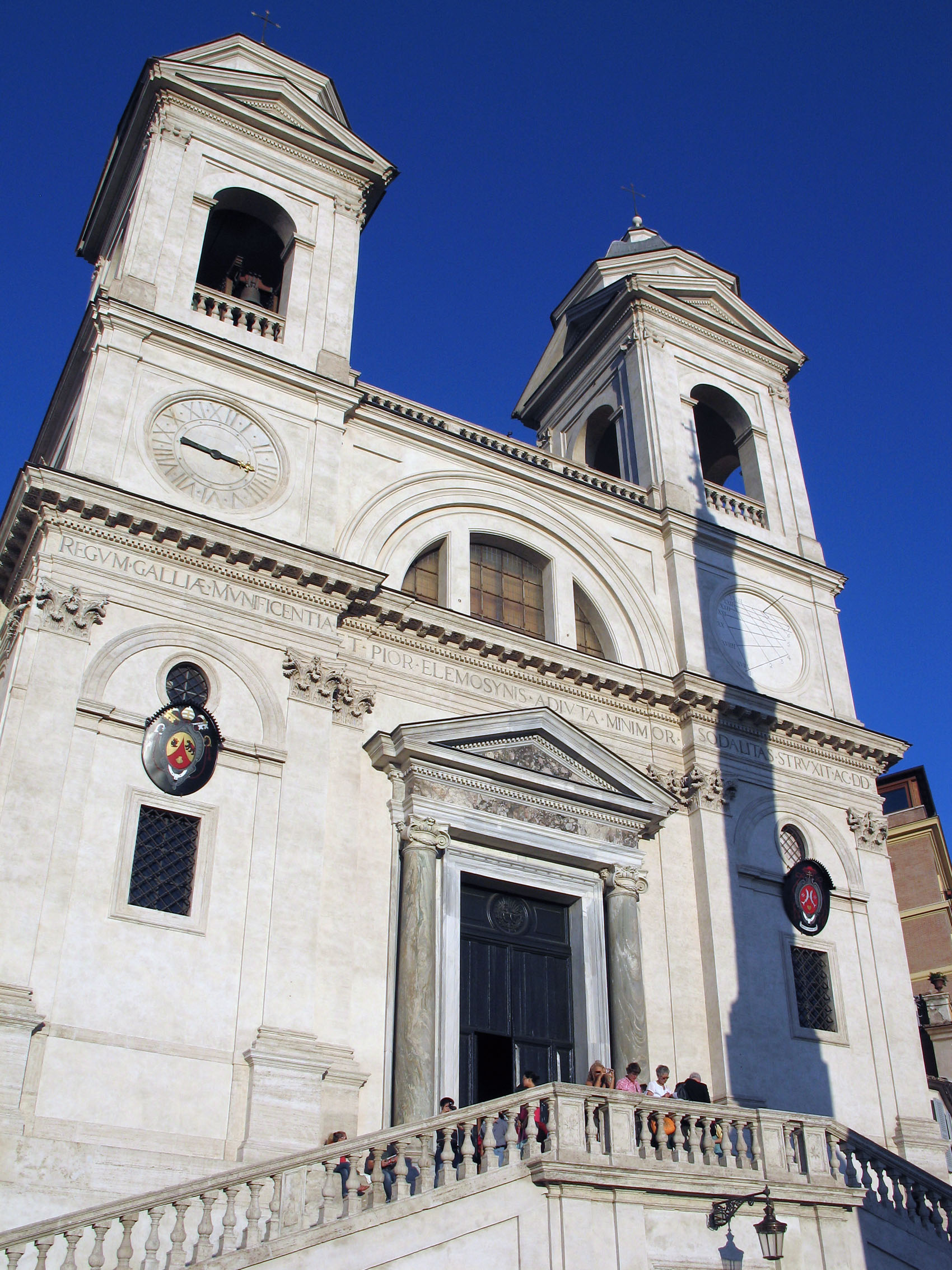
ترينيتا دي مونتي

كنيسة سانتيسيما ترينيتا دي مونتي، غالبًا ما تسمى باختصار ترينيتا دي مونتي (بالفرنسية: La Trinité-des-Monts)، هي كنيسة رومانية كاثوليكية تعود لأواخر عصر النهضة، تقع في روما في وسط إيطاليا. تشتهر بموقعها فوق المدرجات الإسبانية التي تؤدي إلى ساحة إسبانيا الشهيرة. الكنيسة والمنطقة المحيطة بها (بما في ذلك فيلا ميديشي) هي ملكية الدولة الفرنسية.

## معرض صور

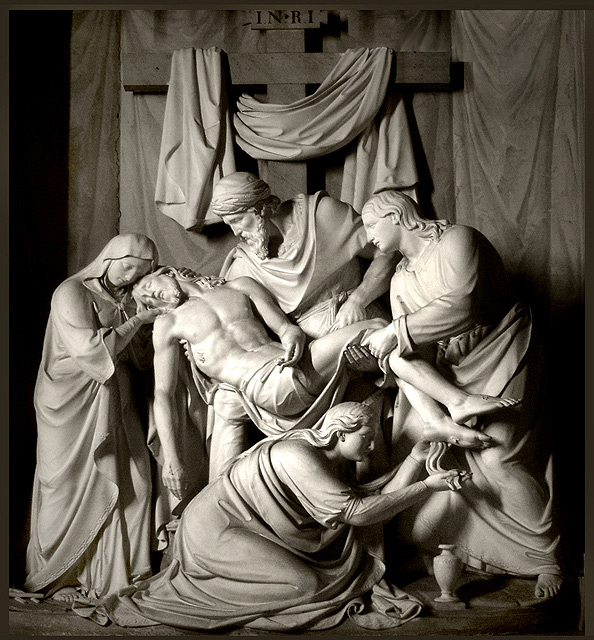
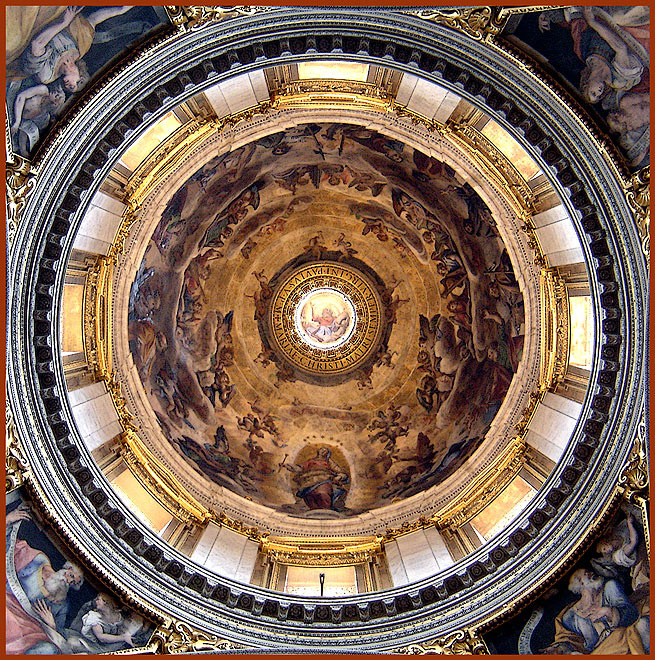
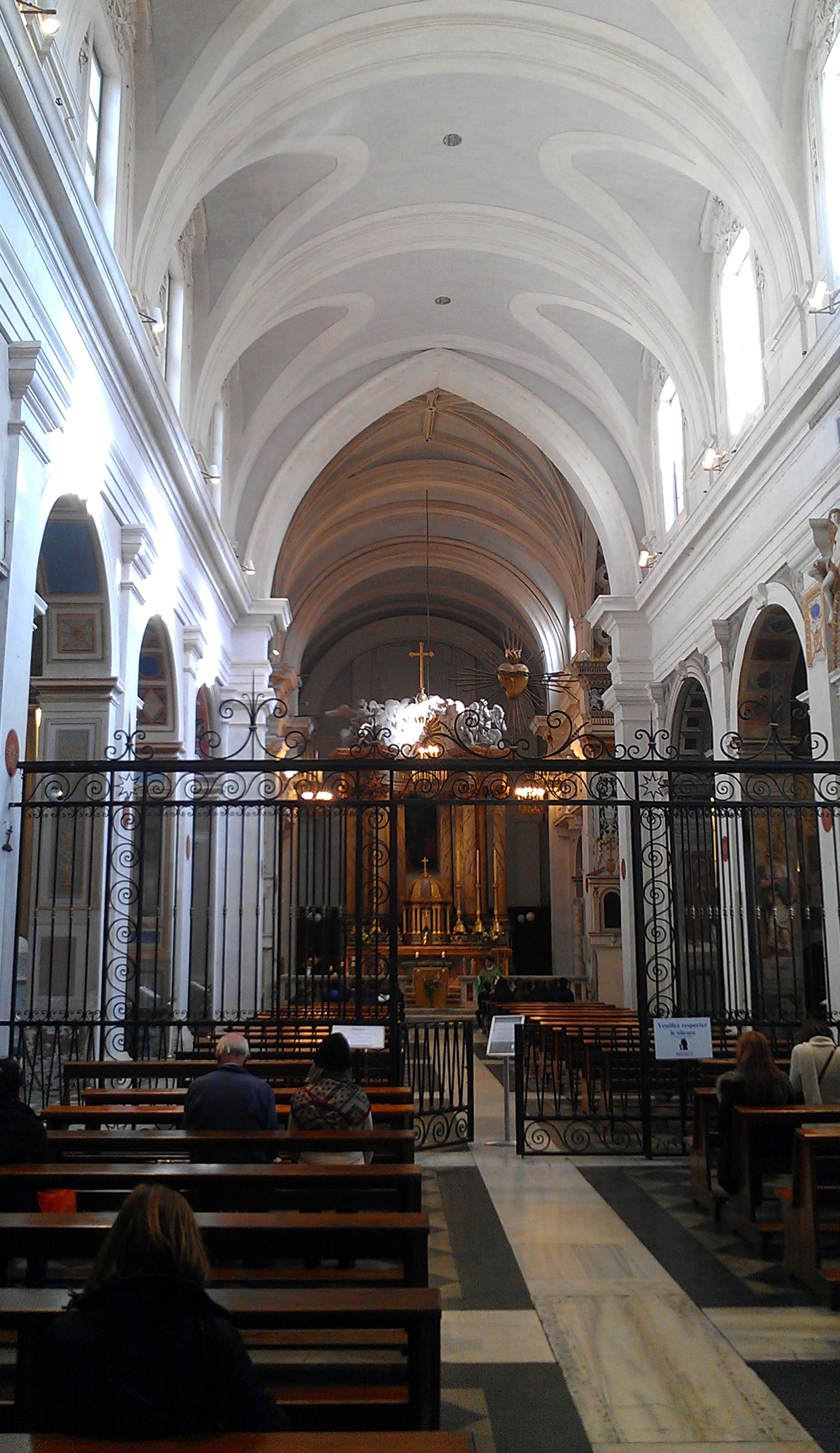